# زیواگان
زیواگان یا زیوگان (به انگلیسی: Biota) مجموعه همه ارگانیسم‌های یک منطقه جغرافیایی یا دوره زمانی، در مقیاس‌های محلی زمین‌شناسی و زمانی است. زیوگان یا اجزای زیوگانی زمین تشکیل‌دهنده زیست‌کره هستند.